# Bataille de Jovti Vody
Soulèvement de Khmelnytsky
Batailles
- Jovti Vody
- Korsoun
- Starokostiantyniv
- Pyliavtsi
- Mazyr
- Loïew
- Zakhal (en)
- Zbaraj (en)
- Zboriv (en)
- Krasne (en)
- Kopytchyntsi (en)
- Berestetchko
- Loïew (en)
- Bila Tserkva (en)
- Batih (en)
- Jvanets

La bataille de Jovti Vody (en ukrainien : Жовті Води, en polonais : Żółte Wody) s'est déroulée du 29 avril au 16 mai 1648. Elle fut la première bataille du soulèvement de Khmelnytsky entre, d'une part, les troupes alliées des Cosaques Zaporogues sous Bogdan Khmelnitski et des Tatars de Crimée et, d'autre part, les troupes polono-lituaniennes sous Stefan Potocki. La bataille a été nommée d'après la rivière voisine Jovta, sur laquelle elle s'est déroulée, près de l'actuel village de Jovte, à 20 km au nord de Jovti Vody (Ukraine).

## Contexte
En raison de la répression et des restrictions croissantes des droits des Cosaques ukrainiens par les magnats polonais, ceux-ci commencent à se rebeller contre la domination étrangère.
Lorsque l'hetman polonais Mikołaj Potocki est informé du soulèvement des Cosaques, il se dirige immédiatement vers l'Ukraine, précédant les forces polono-lituaniennes, sans attendre l'aide d'autres unités du voïvode Jeremi Wiśniowiecki pour réprimer la révolte. Il divise son armée en trois parties, dont l'une, commandée par son fils Stefan Potocki et Stefan Czarniecki, se dirige vers la steppe. Le groupe de Stefan Potocki était initialement composé d'environ trois mille soldats, dont environ 1200 Cosaques enregistrés.

## Déroulement de la bataille
Dès le 27 avril, les premières escarmouches eurent lieu entre l'avant-garde polonaise et les éclaireurs tatars. Le 29 avril, les premiers combats importants eurent lieu entre l'armée polonaise et les Tatars de Tugay Bey. Surprise par la présence des Tatars et la force des troupes ennemies, l'armée polonaise se replie dans un camp rapidement fortifié en attendant l'aide du reste de l'armée, qui se trouvait cependant jusqu'à 200 km de là et ne pouvait plus intervenir. Le siège des troupes polonaises commence. Après que les cosaques enregistrés appartenant aux troupes polonaises aient rejoint les troupes de Khmelnytsky, le reste de l'armée polono-lituanienne fut presque entièrement anéanti au cours d'une bataille de retraite qui dura plusieurs jours.

## Issue
La bataille s'est terminée par une victoire complète des Cosaques et des Tatars sur l'armée polono-lituanienne et par la mort du chef de troupe polonais Stefan Potocki et la capture de Stefan Czarniecki. Elle revêt une grande importance politique et militaire, car elle laissait entrevoir le succès possible d'une révolte des Cosaques contre le pouvoir polonais et démontrait la force militaire de l'armée cosaque.